# José Pérez de Rozas
José Pérez de Rozas (Aguilar de Campos, 1640 – Sahagún de Campos, 26 giugno 1696) è stato un religioso, storico, diplomatista, poliglotta e matematico spagnolo.

## Biografia
José Pérez de Rozas, nato ad Aguilar de Campos nel 1640 da Fernando Pérez e da María Gil de Rozas, vestì l'abito benedettino nel monastero di San Benito a Sahagún nel 1656. Dopo aver seguito i corsi di teologia e filosofia, nel 1673 divenne docente di matematica all'Università di Salamanca. Nel frattempo, José Peréz de Rozas si segnalò anche per la versatilità nelle lingue, specialmente nell'ebraico e nel greco che apprese da autodidatta, diventando docente poi anche di queste materie. Nel 1681, in seguito alla morte dell'abate del monastero di San Benito di Shagún, fu eletto a tale carica da parte dei suoi confratelli, mantenendo tale ruolo, insieme a quello di cronista generale del monastero, fino alla sua morte avvenuta il 26 giugno 1696.
Pérez de Rozas, oltre ad essere un eccellente matematico e un versatile poliglotta (imparò eccellentemente l'italiano e il francese senza mai uscire dai confini del Regno di Spagna), scrisse delle monografie di carattere storiografico sulla data della morte di san Benedetto (Diatriba o Epacta chronológica y eclesiástica sobre el verdadero tránsito de S. Benito el Grande, Patriarca de los monjes occidentales del 1677) e sulla storia del monastero di San Benito. Il merito principale, però, del monaco spagnolo fu quella di aver introdotto la scienza diplomatica in Spagna, grazie allo scambio epistolare con il padre maurino Jean Mabillon e con il cardinale José Sáenz de Aguirre, scrivendo nel 1688 le Dissertationes Ecclesiasticae in quibus pleraque ad historiam ecclesiasticam et politicam Hispaniae remque diplomaticam spectantia accurate discutiuntur, ossia un trattato in cui analizza documenti relativi a punti oscuri della storia politica e religiosa spagnola.